# Viteški ep
Viteški ali srednjeveški ep se je razvil iz junaškega epa in spada v osrenjo zvrst evropske srednjeveške književnosti.
Pri srednjeveškem epu so nekdanje mitološke elemente nadomestili krščanski. Pripoveduje o pustolovskih dogodkih srednjeveških vitezov, o njihovih bojih in ljubezenskih zgodbah. V njem je več bogastva in svobode, a manj globine kot v junaškem epu. Epizode pa so preprostejše. Najljubšo vsebino te vrste epom tvorijo trije srednjeveški cikli:
- Karolinški cikel, ki govori o frankovskem kralju Karlu Velikem in predvsem o njegovep pohodu na Špansko, da pokristjani Mavre. Največji junak med paladini Karla Velikega (paladin je srednjeveški dvorni vitez, zlasti eden od dvanajstih vitezov iz spremstva Karla Velikega) je Roland. Od tod francoski ep Pesem o Rolandu.
- Bretonski ali keltski cikel opeva angleškega kralja Arturja. Ta je sedel na dvoru z dvanajst častno izbranimi vitezi za okroglo mizo. Med njimi sta najbolj znana Tristan in Parsival. Tristan je šel za strica snubit lepo Izoldo in je z njo izpil čarovno pijačo, da sta se morala kljub grehu ljubiti. Parsival je služil idealom posvetnega viteštva, nazadnje pa se je spokoril zakraljeval v božjem svetišču sv. Graala, to je keliha s Kristusovo krvjo.
- Španski cikel pripoveduje, kako se je Cid sprl s kraljem in moril z Mavri in Saraceni.

Vsi ti trije cikli so bili tako v ljudski kakor tudi umetni poeziji pri raznih narodih večkrat predelani in posneti. Posebno znani sta postali zgodbi oTristanu in Izoldi in Parsivalu po veličastnih Wagnerjevih predelavah v opero.
Umetni viteški ep je svojega največjega predstavnika dobil v Italiji. Pesnik Ludovico Ariosto je napisal znameniti ep Besneči Roland. V njem pesnik riše boje med poganskimi Saraceni in kristjani z veliko ustvarjalno silo in močno fantazijo. Jedro dela je v ljubezni krščanskega junaka Rolanda do orientalske kraljične Angelike. Ko Rolando izve, da Angelika ljubi drugega, znori in besni iz kraja v kraj. Od tod naslov epu.